# هوارد كوبر
هوارد كوبر (17 أبريل 1949 - ) (بالإنجليزية: Howard Cooper)‏ هو لاعب كريكت بريطاني.